# Iowa Highway 21
Der Iowa Highway 21 (kurz IA 21) ist ein State Highway der von Norden nach Süden in Zentraliowa verläuft. Er hat eine Länge von 97,19 mi (156,41 km).
Iowa Highway 21 hat seinen südlichen Endpunkt am Iowa Highway 149 nahe Hedrick und seinen nördlichen Endpunkt an einer Autobahnkreuzung mit dem U.S. Highway 20 in Waterloo.

## Streckenbeschreibung
Iowa Highway 21 beginnt eine Meile (1,6 km) westlich von Hedrick and führt weiter nach Norden durch Delta, bevor er den Iowa Highway 22 westlich von Thornburg kreuzt. Er geht weiter nach Norden nach Deep River, wo er den Iowa Highway 85 kreuzt. Nachdem er Guernsey hinter sich gebracht hat, kreuzt er zuerst den Interstate 80, um danach auf den U.S. Highway 6 zu treffen. Mit ihm hat er für einige Zeit eine gemeinsame Streckenführung; er ändert seine Richtung und führt jetzt nach Osten. Schließlich dreht er nach Norden in der Nähe von Victor. Dann kreuzt er den Iowa Highway 212, bevor er durch Belle Plaine führt um dann den U.S. Highway 30 zu kreuzen. Weiter geht er in Richtung Norden nach Dysart, wo er sich nach Westen richtet und eine gemeinsame Streckenführung mit dem Iowa Highway 8 hat. Danach geht er weiter in Richtung Norden und endet am U.S. Highway 20 an der südlichen Stadtgrenze von Waterloo.

## Geschichte
Die jetzige Version des Iowa Highways 21 ist das zweite Vorkommen dieser Nummer in dem Bundesstaat. Die erste Version ging von Ida Grove zur Grenze zu Minnesota und wurde schließlich durch den U.S. Highway 59 ersetzt.
Der jetzige Iowa Highway 21 wurde im Oktober 1934 gebaut und ging von Victor nach Dysart. Er wurde 1939 in südlicher Richtung erweitert un zwar von Victor zum Iowa Highway 9 und 1969 in nördlicher Richtung von Dysart zum US Highway 20 in Waterloo. 1980 wurde er in südlicher Richtung vom Iowa Highway 92 zum Iowa Highway 149 erweitert.